# Nikola Dedović
Nikola Dedović (Belgrado, 25 gennaio 1992) è un pallanuotista serbo, di ruolo difensore.

## Biografia
Cresciuto nel Partizan, con cui conquista una coppa di Serbia, una Euro Interliga e una LEN Champions League, si trasferisce al club di Kragujevac nell'estate 2014, all'età di 22 anni.
Nel febbraio 2015 firma un contratto con il club maltese dello Sliema, per il campionato dell'arcipelago che si disputa nei mesi estivi, imitando così molti altri pallanuotisti di livello mondiale che ogni anno decidono di misurarsi nel brevissimo torneo maltese per poi fare ritorno al proprio club di appartenenza. Alla fine dell'esperienza maltese firma con il Primorje. In seguito gioca in Germania (allo Spandau), in Russia (al Sintez Kazan') ed in Ungheria, al Vasas fino al 2024. 

## Palmarès

### Club
- Coppa di Serbia: 2

Partizan: 2011
Radnicki: 2015
- Coppa dei Campioni/Eurolega: 1

Partizan: 2010-11
- Supercoppa LEN: 1

Partizan: 2011
- Tom Hoad Cup: 1

Partizan: 2011
- Euro Interliga: 1

Partizan: 2010-11
- Campionato tedesco: 2

Spandau: 2017, 2019
- Coppa di Germania: 1

Spandau: 2020
- Lega Adriatica: 1

Radnički: 2024-25
- Campionato serbo: 1

Radnički: 2024-25